# Lisbon (Ohio)
Lisbon település az Amerikai Egyesült Államok Ohio államában, Columbiana megyében, melynek megyeszékhelye is. Lakosainak száma 2597 fő (2020. április 1.).

## Népesség
A település népességének változása:

| 2010 | 2 821 |
| 2020 | 2 597 |